# Thomas Seebeck
Thomas Johann Seebeck, född 9 april 1770 i Tallinn, död 10 december 1831 i Berlin i dåvarande Preussen, var en tysk fysiker. Hans far var av tysk härkomst med vissa svenska rötter.
Han studerade fysiska fenomen kring optisk polarisation, magnetism i stål och järn, fotoluminans. Numera är han mest berömd för sin upptäckt 1822–1823 av termomagnetisk effekt där elektrisk ström genererades vid temperaturdifferenser i magnetiskt polariserade material (se Peltiereffekt).